# Landschaftsschutzgebiet Seitentäler von Alme und Afte

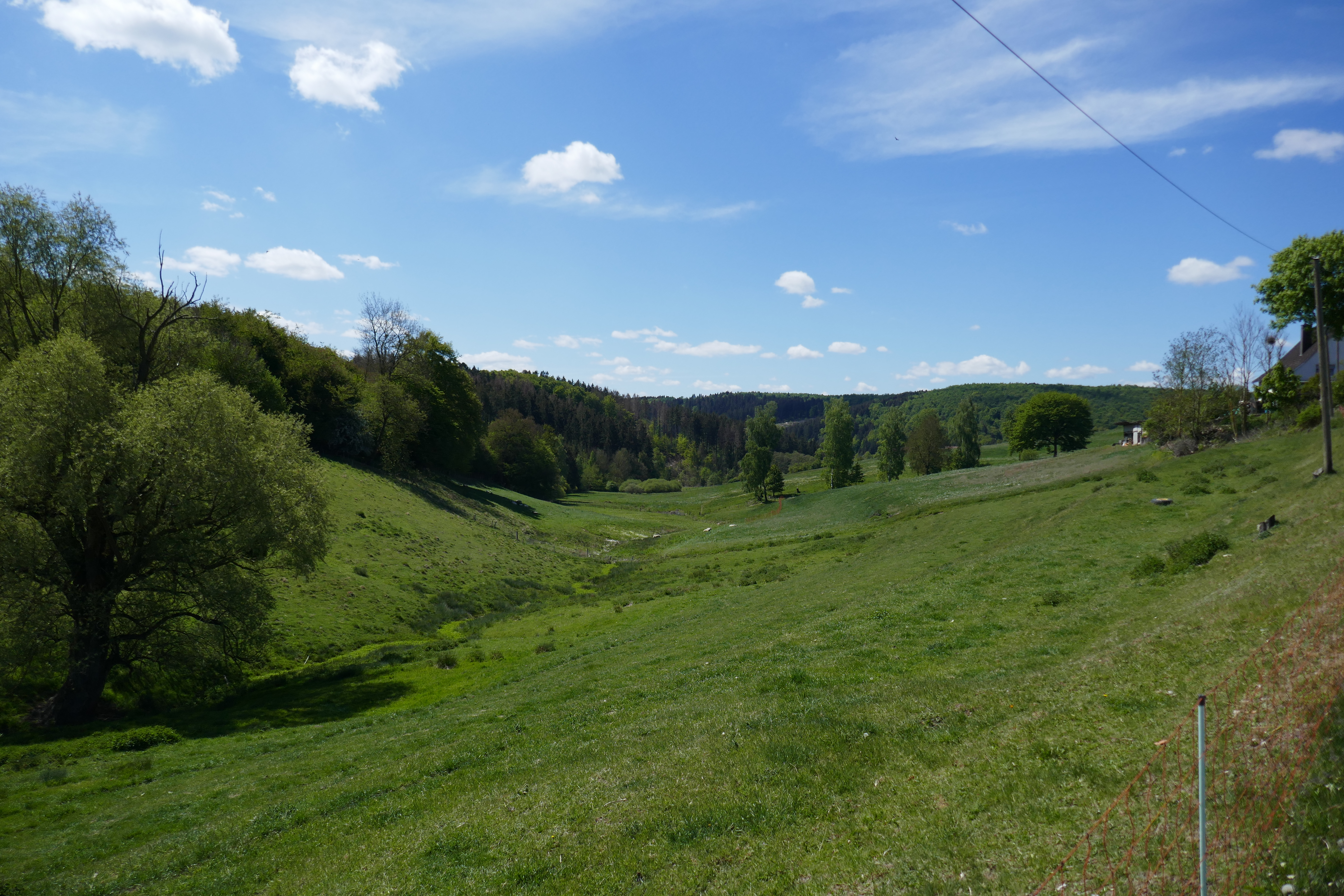
Frankenbachtal

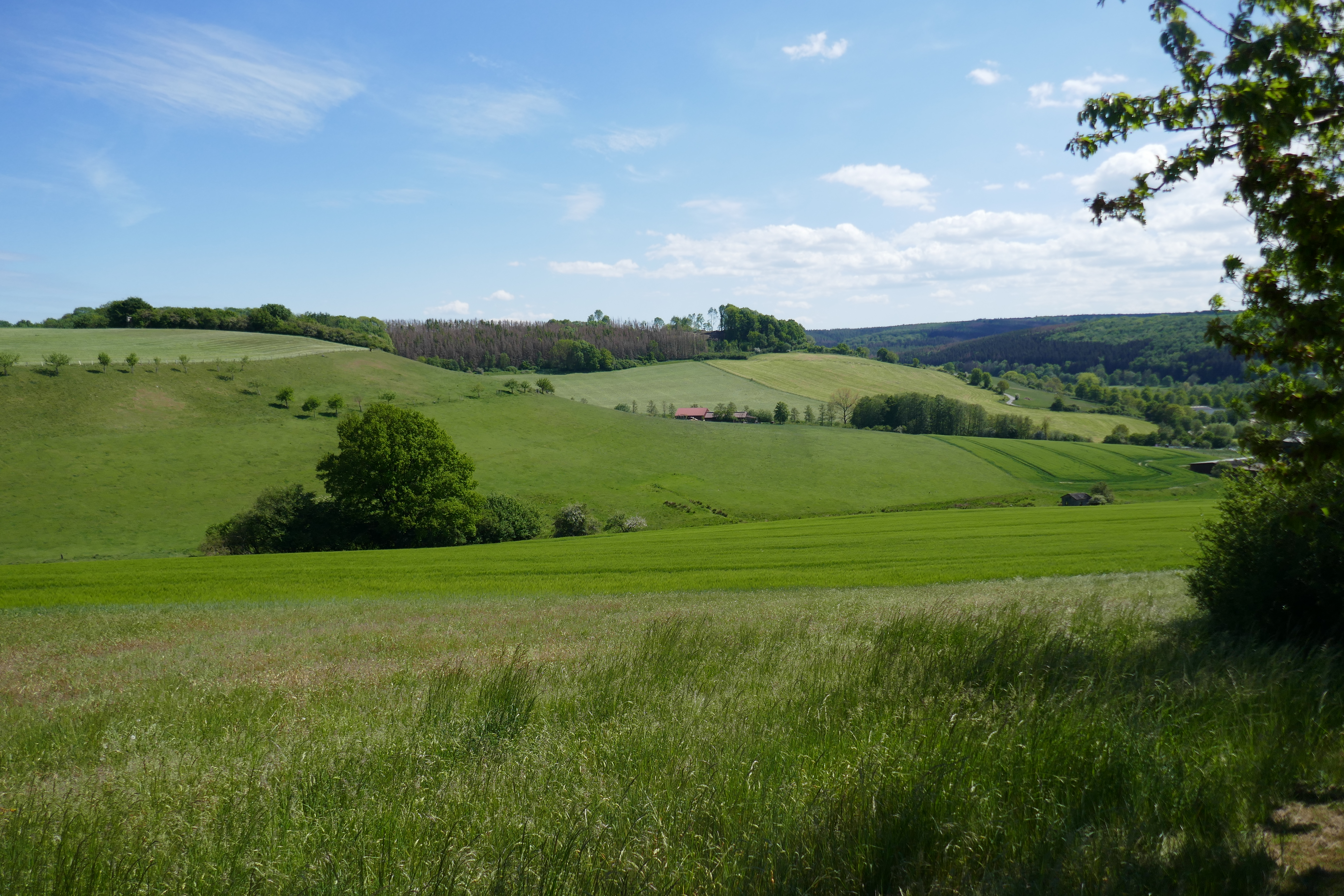
LSG östlich Siddinghausen

Das Landschaftsschutzgebiet Seitentäler von Alme und Afte mit 2357,11 ha Flächengröße liegt im Stadtgebiet von Büren und Bad Wünnenberg im Kreis Paderborn. Das Landschaftsschutzgebiet (LSG) wurde 1996 vom Kreistag mit dem Landschaftsplan Büren-Wünnenberg ausgewiesen. Das LSG besteht aus 23 Teilflächen. Das LSG grenzt teilweise direkt an andere Schutzgebiete wie das Landschaftsschutzgebiet Alme- und Afteaue an. Siedlungsbereiche von Büren, Bad Wünnenberg und mehrerer Dörfer grenzen direkt an das Schutzgebiet.

## Beschreibung
Das LSG umfasst Bereiche der Talhänge der Flüsse Alme, Afte und zahlreiche ihrer Seitentäler mit ihren Auen. Es handelt sich um die Seitentäler Gossetal, Schemergrundsbachtal, Wermeketal, Schiemelergrund, Scheppenbergsgrund, Mummental, Frankenbachtal, Uckenbieke, Mertenstal, Muschental, Empertal, Aatal, Karpketal und Wieletal. Es umfasst ferner auch Hanglagen bei Bleiwäsche. Es handelt sich überwiegend um Grünland in Kerb- und Sohlentälern. Im Grünland befinden sich auch extensive Hutungen, Trockenrasen, Heideflächen, verbuschte Hänge, Feucht- und Nasswiesen. Das LSG wird durch Waldflächen, Einzelgehölze, Ufergehölze, Hecken, Baumgruppen und Obstbaumwiesen gegliedert. Auch naturnahe Buchen- und Bach-Erlen-Eschenwäldern kommen im Schutzgebiet vor. Ferner sind Tümpel, Quellfluren, Röhrichte, Hochstaudenflure und Säume im Gebiet.

## Entwicklungs- und Pflegemaßnahmen
Als zusätzliche Entwicklungs- und Pflegemaßnahmen soll bestehendes Ackerland auf freiwilliger Basis, im Rahmen von vertraglichen Vereinbarungen, in Grünland umgewandelt werden. Ufergehölze mit Hybrid-Pappeln sollen nach Erreichen der Hiebreife durch heimische Gehölze ersetzt werden. Fischteiche sollen zu naturnahen Lebensräumen hergerichtet werden. Für einzelne ungenehmigte Fischteiche wurden im Landschaftsplan konkrete Maßnahmen festgelegt. Quellbereiche und Bachufer sollen vor Viehtritt geschützt werden.